# シュテファン3世 (モルドヴァ公)
シュテファン3世（Ştefan al III-lea, Ştefan cel Mare, 1433年頃 - 1504年7月2日）は、15世紀のモルダヴィア公（在位：1457年 - 1504年7月2日）。大公（cel Mare）と称される。正教会の聖人。祖父であるアレクサンドル善良公没後四半世紀続いた混乱を収拾して長期政権を築き、従兄であるワラキア公国のヴラド・ツェペシュやハンガリー王国のフニャディ・ヤーノシュと並んで反オスマン帝国闘争を展開した。

## 生涯
1433年頃、モルダヴィア公子ボグダン2世の子として生まれた。1449年、ボグダン2世はモルダヴィア公に即位したが、公権力強化政策が地主貴族らの反発を招いて、1451年に暗殺された。公位は叔父のペトル・アロンが継ぎ、シュテファンは当時モルダヴィアに亡命中だった隣国・ワラキア公国の前公にして従兄のヴラド・ドラクラと共にトランシルヴァニア侯・フニャディ・ヤーノシュの元に逃れた。1456年にワラキア公位を奪還したヴラドの支援を受け、1457年、モルダヴィア公に即位した。敗れたペトル・アロンは最初ポーランドに、ついでトランシルヴァニアに亡命して返り咲きを狙ったため、モルダヴィアと両国の関係を一時悪化させた。
即位後は中央集権政策を進める一方、対オスマン帝国融和策とドナウ河口の要衝・キリアの帰属を巡ってヴラドとは緊張関係となった。1462年6月、ワラキアとオスマンとの戦争中にキリアを攻撃したが負傷して退却した。モルダヴィアへの対応のためヴラドは貴重な兵を東方に割くこととなりこのためワラキアの抗戦力は低下した。オスマンとの戦争後、ヴラドと和解して親オスマンを掲げたヴラドの実弟ラドゥ3世との争いを助けたが、ヴラドは敗れてトランシルヴァニアに亡命し、ハンガリー王国国王・マーチャーシュ1世に謀反の疑いをかけられ逮捕・幽閉された。1465年1月には、ラドゥ3世からキリアを奪った。1467年12月15日のバイアの戦いで父の仇であるペトル・アロンを捕らえ、1469年に処刑した。ラドゥ3世に対してオスマンとの対抗上、シュテファンはダネシュティ家のバサラブ3世ライオタを支援して1473年11月にワラキア公位に就けたが、12月にはラドゥ3世に公位を奪還されるなどバサラブ3世の政権は安定せず、ラドゥ3世と交互に公位を奪い合った。この間、1475年にはオスマンに対して、ヴァスルイの戦いで勝利し、ローマ教皇から「キリストの戦士」と称えられた。オスマンに接近し始めたバサラブ3世を見限ったシュテファンは、かつての盟友にして対オスマン戦争の英雄であるヴラドの釈放とワラキア公復帰をマーチャーシュに働きかけ、1476年、トランシルヴァニア軍を率いたヴラドは3度目のワラキア公即位を果たした。遅れてモルダヴィア軍も到着したが、両軍はそれぞれの国内事情から引き上げざるをえなくなり、シュテファンはヴラドのためにモルダヴィア兵200人のみを残した。ヴラドは同年暮れに戦死した。ヴラドの死後もシュテファンはオスマンと戦い続け、公在位は50年近くにも及び、1504年7月2日に死去した。モルダヴィア公位は息子のボグダン3世独眼公が継承した。
また、シュテファンはルーマニア正教会に多数の教会・修道院を献じたことでも知られる。その一つであるプトナ修道院はモルダヴィアにおいて文化・芸術・宗教面で重要な存在である。シュテファンの墓所はこの修道院内にある。